# Саори Јошида
Саори Јошида (Цу, 5. октобар 1982) је јапанска рвачица и трострука олимпијски победница. Најтрофејнија је светска рвачица са четири олимпијске медаље и 13 медаља са Светских првенстава.
Саори Јошида је дебитовала на Олимпијским играма 2004. у Атини када је женско рвање уведено у олимпијски програм и освојила је златну медаљу. Исти успех је поновила у Пекингу 2008. и Лондону 2012. У Рио де Жанеиру изгубила је у финалу од Американке Марулис што јој је био трећи пораз у читавој каријери.
На Светским првенствима је без пораза. Од 2002 освојила је 13 златних медаља: 2002, 2003, 2005, 2006, 2007, 2008, 2009, 2010, 2011, 2012, 2013, 2014. и 2015.
Четири пута освојила је Азијске игре: 2002, 2006, 2010. и 2014.
На церемонији оварања Олимпијских игара у Лондону носила је заставу Јапана.